# Bud Eley
William Keith Eley, detto Bud (Detroit, 14 gennaio 1975), è un ex cestista statunitense.